# 遊雅堂
遊雅堂（ゆうがどう、英: Yuugado）はベラジョンと同じ運営会社の元で運営されているオンラインカジノ。オンラインカジノサイトとは、スマホやパソコンを使用してインターネット上でスロットゲーム、テーブルゲーム、ライブカジノなどのカジノゲームがプレイできるサイトである。 
遊雅堂は2021年5月31日に誕生し、2022年にブックメーカー業界へ参入するなどオンラインカジノとスポーツベットを組み合わせた賭け屋となった。運営元が同じであるベラジョンカジノやインターカジノとの違いは、日本円で入金・出金の決済が可能なこと、またサイトのコンセプトを和風デザインにしていることなどがある。 
2021年5月にX（旧:Twitter）を開設。2024年5月にはInstagramアカウントも運用開始した。SNSを介して最新のゲーム・イベント情報、キャンペーン情報を発信している。
2024年6月、元スペイン代表フォワードのフェルナンド・トーレスがブランドアンバサダーに就任した。
なお日本国内での利用は賭博法により犯罪に問われるため利用は禁止されている。

## ライセンス
遊雅堂はキュラソー政府によって商業登録された「Breckenridge Curaçao B.V. （登録住所: 39 Scharlooweg, Willemstad, Curaçao）」により運営されている。インターネット上で合法的にオンラインカジノを運営するためには、国や政府が発行するライセンス（運営許可証）を取得することが義務付けられている。 

## ゲーム種類
ビデオスロット
スロットマシーンのオンラインカジノバージョン 
カスケード、クラシック、ジャックポット、パチスロ風スロット、スリンゴ、シューティングゲーム、アーケードゲーム など 
テーブルゲーム
トランプカードなどを用いて遊技するギャンブル 
バカラ、ブラックジャック、ポーカー、ルーレットなど 
ライブカジノ  
ライブ映像を通してリアルタイムでディーラーと対戦するギャンブル 

## スポーツブック
遊雅堂ではカジノゲームの他にブックメーカー業界に参入している。対象スポーツは野球、サッカー、バスケットボールなどメジャーな種類から、eスポーツやバーチャルスポーツも取り扱うなど、対象範囲が広い。 